# Lacrimi și pumni în pereți
Lacrimi și pumni în pereți este un single al trupei Carla's Dreams lansat pe 10 iulie 2018. Piesa a fost compusă și produsă de către membrii trupei Carla's Dreams.
Piesa este una pop-dance,cu un instrumental ce ne reamintește de o altă piesă a trupei și anume Antiexemplu. Piesa reușește să aibă succes în România și Republica Moldova, cucerind astfel toate topurile din aceste țări, atingând prima poziție a topurilor muzicale. De asemenea videoclipul piesei a ajuns rapid pe prima poziție în Trending pe YouTube la scurt timp de la lansare.

## Bazele proiectului
Lacrimi și pumni în pereți a fost scrisă de membrii trupei Carla's Dreams, iar de producție s-au ocupat Alex Cotoi și Carla's Dreams.

## Live
Piesa a fost cântată live în premieră la postul de radio Kiss FM la doar o zi după ce a fost lansată piesa. Clipul cu prestația trupei a fost publicat pe canalul de YouTube a postului și are în prezent peste 333.000 de vizualizări. Piesa este cântată de asemenea și la concertele lor încă de la lansarea acesteia.

## Videoclip
Filmările videoclipului au avut loc de data aceasta în Los Angeles sub regia lui Roman Burlaca. Locurile unde au fost filmate scenele din clip sunt un deșert, o spălătorie de rufe, o stație de metrou și o casă. Videoclipul prezintă lupta internă dinte îngeri și demoni și doi îndrăgostiți în diferite ipostaze. Clipul este unul plin de coregrafie,unde dansatorii din clip sunt sacadați, aproape spasmodici în mișcări, sfâșiindu-și hainele și dansând frenetic în cele mai improbabile locuri. Au loc dansuri în deșert,spălătorie și mai des întâlnit în clip,în stația metrou. La final el pleacă, iar ea rămâne privind în gol pe un coridor, confirmând că aceasta nu este o creație optimistă, nici visătoare, ci doar un imn al viselor zdrobite. Videoclipul a fost postat pe canalul de YouTube al trupei și are în prezent peste 25.000.000 de vizualizări. De asemenea videoclipul a ajuns să fie difuzat de toate televizunile muzicale așa de des încât a reușit să ocupe prima poziție în topul celor mai difuzate clipuri la tv,realizat de Media Forest.

## Perfomanța în topuri
În categoria pieselor românești,piesa debutează pe poziția a-10-a cu un număr de 142 de difuzări la doar o lună de la lansare. Piesa are o ascensiune foarte rapidă în top,astfel că în a patra săptămână de prezență în acest top piesa reușește să ocupe prima poziție cu un număr de 228 de difuzări. Astfel va staționa pe această poziție timp de 7 săptămâni consecutive. De asemenea piesa reușește să ocupe prima poziție și în topul realizat de Kiss FM unde va staționa 4 săptămâni consecutive, dar și la cel de la Radio Zu unde va staționa 3 săptămâni consecutive.